# Presbiterianismo em Minas Gerais
O Presbiterianismo é a segunda maior família denominacional protestante histórica em Minas Gerais (atrás apenas dos batistas), correspondendo a 0,77% da população da unidade federativa.

## História
O primeiro presbiteriano a passar por Minas Gerais foi o colportor Jacob Filipe Wingerther, que em 1879, visou as cidades de Cabo Verde (Minas Gerais) e o distrito de São Bartolomeu (Ouro Preto).
Todavia, o Presbiterianismo só se instalou em Minas Gerais em 1884, com a chegada do Reverendo John Boyle.
À época, o missionário residia em Mogi-Mirim, em São Paulo. Todavia, recebeu um carta de Tertuliano Goulart e Cherubino dos Santos, residentes em Araguari, pedindo esclarecimentos para a compreensão da Bíblia.
Assim, em 1884 o missionário passou por Estrela do Sul e visitou os jovens. Após instruí-los, eles foram recebidos como membros da Igreja Presbiteriana do Brasil. Em 1893, por sua vez, a Igreja Presbiteriana de Araguari foi formalmente organizada.
A partir da evangelização e plantação de mais igrejas, o Presbiterianismo tornou-se a segunda maior família denominacional protestante histórica no Estado.

## Igreja Presbiteriana do Brasil

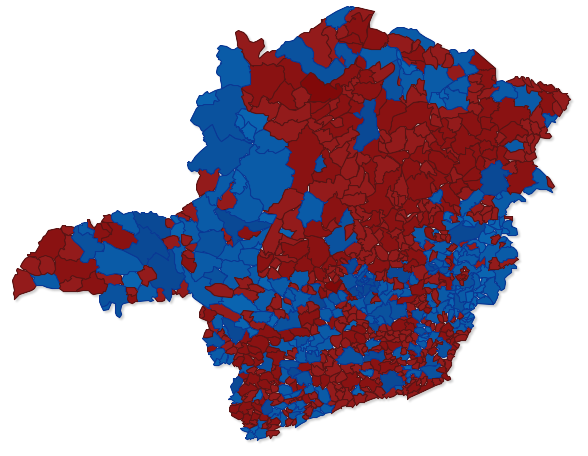
Municipios com igrejas federadas a Igreja Presbiteriana do Brasil em Minas Gerais

A Igreja Presbiteriana do Brasil é a maior denominação presbiteriana em Minas Gerais. É constituída no Estado por 14 Sínodos, a saber: Sínodo Belo Horizonte, Sínodo Leste de Minas, Sínodo Metropolitano de Belo Horizonte, Sínodo Minas-Espírito Santo, Sínodo Mojiana, Sínodo Norte de Minas, Sínodo Oeste de Belo Horizonte, Sínodo Oeste de Minas, Sínodo Pampulha, Sínodo Rio Doce, Sínodo Sul de Minas, Sínodo Triângulo Mineiro, Sínodo Vale do Aço e Sínodo Zona da Mata Mineira , que juntos possuem 52 presbitérios em Minas Gerais (excluídos os presbitérios do Espírito Santo nestes sínodos) e aproximadamente 595 igrejas e congregações federadas em todo o Estado.

## Igreja Presbiteriana Independente do Brasil
A Igreja Presbiteriana Independente do Brasil possui 2 igrejas no Belo Horizonte.

## Igreja Presbiteriana Conservadora do Brasil
A  Igreja Presbiteriana Conservadora do Brasil tem igrejas em Prata (Minas Gerais), Uberlândia, Iraí de Minas (vinculadas ao Presbitério Centro Sul), Muzambinho, Cabo Verde (Minas Gerais), São João da Mata (vinculadas ao Presbitério Bandeirante). e em Guaxupé (vinculada ao Departamento Missionário).

## Igreja Presbiteriana Unida do Brasil
A Igreja Presbiteriana Unida do Brasil possui igrejas em Pains e Belo Horizonte, vinculadas ao Presbitério Eramos Bragra.

## Outras denominações presbiterianas
A Igreja Presbiteriana Fundamentalista do Brasil não possuem igrejas no estado.